# Eurilla del Bono
Eurilla del Bono (Milano, 19 maggio 1950) è un'attrice italiana.

## Biografia
Attiva negli anni ottanta, prendendo parte soprattutto a film per la televisione, al cinema, ha recitato in State buoni se potete di Luigi Magni. È la seconda moglie dell'attore Giancarlo Giannini con cui è sposata dal 1983; i due hanno avuto due figli, Emanuele e Francesco, entrambi musicisti.

## Filmografia
- SuperAndy - Il fratello brutto di Superman, regia di Paolo Bianchini (1979)
- State buoni se potete, regia di Luigi Magni (1983)
- La piovra, regia di Damiano Damiani – miniserie TV (1984)
- Assisi Underground, regia di Alexander Ramati (1985)
- Il camorrista, regia di Giuseppe Tornatore (1986)